# Max Wünsche

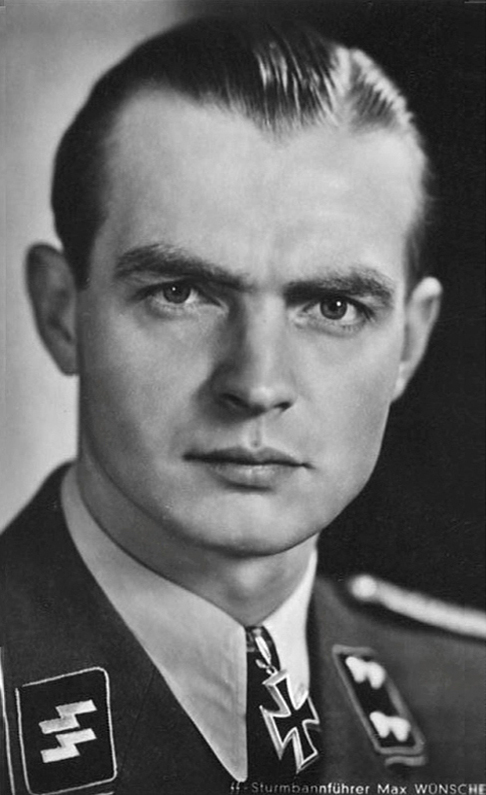
Max Wünsche en 1943.

Max Wünsche (Kittlitz, Schleswig-Holstein, Alemania;[cita requerida] 20 de abril de 1914 - Wuppertal, 17 de abril de 1995) fue un militar alemán que alcanzó el grado de Obersturmbannführer (teniente coronel) en las Waffen-SS, 1.ª División SS Leibstandarte SS Adolf Hitler.

## Biografía
Max Wünsche nació en Kittlitz en 1914, asistió a una escuela en Löbau en Sachsen.
Wünsche ejerció por corto tiempo como administrador de granja agrícola después de asistir a una escuela mercantil.
En 1932, a los 18 años, se une a la Hitlerjugend (Juventudes Hitlerianas) y a los 19 años, en 1933, ingresa en las filas de las SS como aspirante a oficial de la 1.ª División SS Leibstandarte SS Adolf Hitler recibiendo entrenamiento en la academia militar de SS en Jüterbog, Brandeburgo, y Bad Tölz, en Baviera.
En 1936 es promovido a Untersturmführer (teniente segundo) y ejerce como jefe de pelotón de la 9.ª compañía. En 1938 es asignado como parte de la guardia personal de Adolf Hitler en el comando Begleitkommando SS des Führers con la función de ordenanza.
En enero de 1940, Wünsche regresa a la  LSSAH Leibstandarte y es asignado como jefe del segundo pelotón de la 15.ª compañía de reconocimiento rápido en motocicletas (Kradschützenkompanie) mandada por Kurt Meyer (apodado Panzermeyer) y participa en la Invasión de Francia y Bélgica.
En la Campaña de los Balcanes, Wünsche es asignado como ayudante de  "Sepp" Dietrich y participa en la Operación Marita.
En el inicio de la Operación Barbarroja, la LSSAH es adscrita al grupo de Ejércitos Sur y Wünsche realiza labores de reconocimiento aéreo en una avioneta Storch. Estando en estas funciones ayuda a la captura de Novoarkhangelsk y el embolsamiento de una división soviética en la región de Uman.

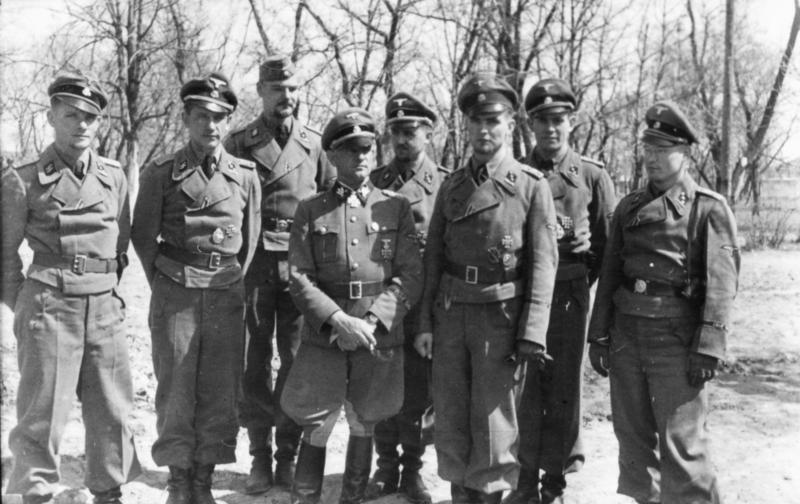
Max Wünsche junto a Sepp Dietrich y otros oficiales Waffen-SS en territorio ruso

En febrero de 1942 se le confía el mando del batallón Sturmgeschütz (Batallón de asalto) y contiene varios intentos soviéticos de romper la línea del frente en su sector.
En junio de ese año regresa a Alemania y completa los estudios de formación de oficiales en Bad Tölz siendo ascendido a Sturmbannführer (mayor). Vuelve al frente en septiembre de 1942 y se le vuelve a dar el mando del batallón Sturmgeschütz pero luego se le confía la formación del 1.er. Batallón de reconocimiento del 1 er. Regimiento Panzer SS de la LSSAH.
Participa en la  conquista de Járkov y se distingue al liberar de una inminente aniquilación al batallón de reconocimiento de Kurt Meyer y derrotar al VI Cuerpo de Guardias de Caballería Soviético entre el 10 y el 13 de febrero de 1943. Por esta acción se le concede la Cruz Alemana en Oro.
Seguidamente, el 25 de febrero de 1943 durante el desarrollo de la reconquista de Járkov, las unidades de reconocimiento de Wünsche detectan una importante unidad enemiga avanzando hacia uno de sus flancos en el frente de Járkov y, sin recibir órdenes de sus superiores dado lo comprometida de la situación, procede a atacarla en Jeremejwka causándole 900 bajas y la captura de 52 cañones pesados. Por esta acción se le condecora con la Cruz de Caballero de la Cruz de Hierro.
En junio de 1944, Wünsche como segundo al mando junto a Fritz Witt, toma la dirección de la nueva división 12.ª SS División Panzer Hitlerjugend y participa activamente en el intento de rechazar el desembarco de Normandía en Caen.
El 14 de junio, Witt fallece en un sorpresivo ataque artillero y asume el mando su antiguo camarada del frente, Kurt Meyer. Meyer instruye a sus tropas a no dar cuartel a los paracaidistas canadienses que caen bajo su poder cometiendo crímenes de guerra la asesinar a sus prisioneros rendidos.
El 20 de agosto de 1944, los restos de la división de Panzermeyer quedan embolsados en Falaise y Wünsche acude en su ayuda penetrando en el cerco y logrando liberar a Meyer el día 25; pero, en la huida, es herido en una pierna y es capturado junto a un médico de apellido Freitag por unidades británicas.
Wünsche pasó el resto de la guerra en un campo de concentración para oficiales de alto rango en Caithness, Escocia, hasta que fue liberado sin cargos en 1948.
Wünsche volvió a Alemania, contrajo matrimonio y desempeñó un cargo como gerente de una planta industrial hasta su jubilación en 1980. Falleció el 17 de abril de 1995, a tan solo 3 días de cumplir los 81 años de edad.